# 海盗电台 (电影)
《海盗电台》 是一部於2009年上映的英国喜剧电影，由英国导演李察·寇蒂斯执导，故事背景设定在1960年代的英国以及当时英国地下电台。本片由菲臘·西摩·荷夫曼、比·乃爾、瑞斯·伊凡斯、尼克·弗罗斯特、肯尼斯·布莱纳等美英实力派演员主演群戲。本片故事设定于1966年，讲述了虚构的地下电台——以一艘漂浮在大西洋北海的旧船为据点的“摇滚电台”（Radio Rock）以及它上面的船员兼DJ主播们，他们每天都向整个英国地区播送摇滚乐和流行音乐节目；而英国政府却想尽方法想把它关掉。《海盗电台》由Working Title Films制作并由环球影业在英国发行，焦点影业在美版发行。本片在英国的谢珀顿影业的影棚和波特兰岛取景拍摄。
《海盗电台》于2009年3月29日在英国伦敦的萊斯特廣場举行了全球首映礼， 之后本片于4月1日在英国和爱尔兰上映，并在英国遭遇票房失利：上映3个月仅收获约1,010万美元的票房，仅是5,000万美元制作成本的五分之一。 本片在北美上映前被剪去了20分钟的戏长并更名为，不过这并没有改变本片票房失败的命运：本片在2009年11月13日开始在北美上映，不过最终仅收获800万美元的票房；而本片在全世界院线的放映在2010年1月结束，最终本片的全球票房为3,630万美元。
《海盗电台》获得了好坏参半的评价，大多数都是直指其混乱的故事线和2小时15分钟的片长。

## 音乐
《海盗电台》作为一部以20世纪60年代的英国地下电台为背景的电影，其中使用了很多当时的摇滚乐曲、流行音乐和灵魂音乐作为电影中电台播放用的音乐和电影自身的背景音乐。据统计影片中一共使用了60首音乐。 2009年3月30日，本片的原声大碟《The Boat That Rocked: Movie Soundtrack)》由环球音乐旗下的水星唱片在英国发行，在两张CD中包含了32首原声；该原声大碟的美版也与电影美版一样更名为了《Pirate Radio: Motion Picture Soundtracks》并由环球音乐的环球共和唱片发行，美版相比英版少了4首曲目。